# Ossie Schectman
Oscar B. "Ossie" Schectman (Kew Gardens, Queens, Nueva York, 30 de marzo de 1919-Delray Beach, Florida, 30 de julio de 2013) fue un jugador de baloncesto estadounidense que disputó una temporada en la BAA, la predecesora de la NBA, jugando el resto de su carrera en la ABL. Con 1,83 metros de estatura, jugaba en la posición de base. Es el autor de la primera canasta de la historia de la BAA.

## Trayectoria deportiva

### Universidad
Jugó durante tres temporadas con los Blackbirds de la Universidad de Long Island, y en su primer año, tras acabar imbatidos, con 21 victorias y ninguna derrota, se proclamaron campeones del NIT, con Schectman promediando 4,7 puntos por partido en el tormeo, algo que se repetiría dos años más tarde, batiendo en la final a Ohio, promediando 8,0 puntos.

### Profesional
Tras su graduación, se unió a los Philadelphia Sphas de Eddie Gottlieb, con los que ganó la ABL en 1943, y al año siguiente fue el máximo anotador de la liga, igualado con Mike Bloom, promediando 10,5 puntos por partido.
Fichó en 1946 por los New York Knicks de la BAA, logrando la primera victoria en la historia de la liga ante los Toronto Huskies, junto con sus compañeros Sonny Hertzberg, Stan Stutz, Leo Gottlieb, Ralph Kaplowitz y Jake Weber. Schectman fue el autor de la primera canasta del campeonato. Anotó once puntos en aquel histórico partido. Esa temporada promedió 8,2 puntos y 2,0 asistencias por partido, acabando como el tercer mejor pasador de la liga.
El año siguiente decidió regresar a la ABL, fichando por los Paterson Crescents, donde fue elegido en el mejor quinteto de la liga tras llevar a su equipo a las finales, en las que caerían ante Wilkes-Barre Barons. Esa temporada promedió 6,4 puntos por partido.

#### Estadísticas en la BAA

##### Temporada regular
| Temporada | Edad | Equipo          | Liga | P  | TIT | MIN | TC  | TCA  | %TC  | 3P | 3PA | %3P | TL  | TLA | %TL  | R.OF. | R.DEF. | REB | ASIS | ROB | TAP | PER | FP  | PTS |
| 1946-47   | 27   | New York Knicks | BAA  | 54 |     |     | 3.0 | 10.9 | .276 |    |     |     | 2.1 | 3.3 | .620 |       |        |     | 2.0  |     |     |     | 2.1 | 8.1 |
| Total     |      |                 | BAA  | 54 |     |     | 3.0 | 10.9 | .276 |    |     |     | 2.1 | 3.3 | .620 |       |        |     | 2.0  |     |     |     | 2.1 | 8.1 |